# Jerónimo Cacciabue
Jerónimo Cacciabue (ur. 24 stycznia 1998 w Montes de Oca) – argentyński piłkarz, grający na pozycji środkowego pomocnika w CA Platense, na wypożyczeniu z Newell’s Old Boys. Posiada także obywatelstwo włoskie.

## Klub

### Newell’s Old Boys
Zaczynał karierę w Newell’s Old Boys. W tym zespole zadebiutował 17 kwietnia 2018 roku w meczu przeciwko Talleres Córdoba (2:1 dla Newell’s). W debiucie strzelił gola – do bramki trafił w 84. minucie. Pierwszą asystę zaliczył 1 września 2019 roku w meczu przeciwko CA Huracán (4:1 dla Old Boys). Asystował przy golu, który strzelił Mauro Formica w 6. minucie. Łącznie do 10 lipca 2022 roku zagrał 49 spotkań, strzelił dwie bramki i raz asystował.

### Miedź Legnica
4 lipca 2022 roku poinformowano o wypożyczeniu Cacciabue do Miedzi Legnica. W umowie zawarto także prawo transferu.